# Hans Zulliger
Hans Zulliger (* 21. Februar 1893 in Mett bei Biel; † 18. Oktober 1965 in Ittigen bei Bern) war ein Schweizer Volksschullehrer, Psychotherapeut und Schriftsteller. Er gilt als einer der einflussreichsten Kinderanalytiker und bedeutendsten Lehrer innerhalb der psychoanalytischen Pädagogik.

## Leben
Hans Zulliger wuchs als Sohn eines einfachen Uhrenarbeiters auf. Die Familie bewirtschaftete einen Kleinbauernhof als Nebenerwerb. Nach der Grundschule besuchte er das Progymnasium in Biel. Seinen Wunsch Musiker oder Maler zu werden, musste er aus finanziellen Gründen aufgeben. 1908 trat er ins staatliche Lehrerseminar Hofwil bei Bern ein, das von Ernst Schneider geleitet wurde, der wegen seiner Verbindungen zur Psychoanalyse stark angefeindet wurde. 
Von 1912 bis 1959 – während 47 Jahren – war Zulliger Dorfschullehrer in Ittigen. Zulliger war durch Oskar Pfister und Hermann Rorschach mit der Psychoanalyse Sigmund Freuds in Berührung gekommen und versuchte, die von diesem gewonnenen Erkenntnisse auf den Schulalltag zu übertragen, indem er beispielsweise die Figur des Lehrers als Ideal-Ich zu deuten versuchte oder das Spiel des Kindes als non-verbale Interaktion mit der Möglichkeit eines therapeutischen Zugriffs zu verstehen versuchte. 
Pfister, dessen Erziehungskonzept der Pädanalyse auch von Adlers Lehre beeinflusst war, war Zulligers Vorbild. Die Zeit von 1917 bis 1927 diente Zulliger als „Experimentierphase“, in der er versuchte die Freudschen Lehren für die Volksschulpädagogik fruchtbar zu machen. In den folgenden zehn Jahren entwickelte er die psychoanalytische Pädagogik für die Schule. In den Jahren 1930 bis 1935 entstand seine Spieltherapie.
Das schriftstellerische Anliegen Zulligers galt dem Erhalt der Berner Mundart. Als Volkserzieher schrieb er zahlreiche Jugendbücher und war 22 Jahre lang Redaktor der Eltern-Zeitschrift.
Zulligers zahlreiche jugendpsychologische und pädagogische Publikationen wurden in 13 Sprachen übersetzt und machten ihn weit über die Schweiz hinaus bekannt.

## Wirken
Die Beschäftigung mit der psychischen Entwicklung und den Störungen beim einzelnen Kind war nur ein Teilbereich von Zulligers Wirken. Er war der Ansicht, dass seine Gruppenerziehung neben der Einzelfallhilfe für das gestörte Kind eine grosse Bedeutung hatte. Die Technik der Einzelbehandlung änderte er in die von ihm entwickelte deutungsfreie Spieltherapie ab, die in seinem Werk Heilende Kräfte im kindlichen Spiel (1952) beschrieben ist. In der deutungsfreien Spieltherapie wird das spontane Spiel verstanden als vom Kind in Szene gesetzte Rollenhandlungen. Diese werden von der Therapeutin/vom Therapeuten  in ihrer symbolischen Bedeutung verstanden und ihrerseits bestenfalls durch Handlung, nicht aber durch klassische Deutung beantwortet.
Von Freuds Werk Massenpsychologie und Ich-Analyse ausgehend, beobachtete und analysierte er die gruppendynamischen Prozesse zwischen Lehrer und Schülergruppe und entwickelte daraus seine Gemeinschaftserziehung, die 1961 in seinem Buch Horde, Bande, Gemeinschaft ihren Niederschlag fand.
„Wenn wir uns praktisch mit Kindern beschäftigen wollen, sei es als Psychologen, als Kinder-Psychotherapeuten, Psychagogen, Facherzieher, Heilpädagogen oder Eltern, dann setzen wir voraus, dass wir diese Kinder verstehen. Wir nehmen dies ohne weiteres an – und wir sind davon zum vorneherein dermassen überzeugt, dass wir keinen Augenblick daran denken, wir könnten sie – vielleicht – doch nicht verstehen oder missverstehen. (…) Der Mann, der sich anschickt, nachweisen zu wollen, dass wir die Kinder nur ungenügend oder gar nicht verstehen, bin ich. Ich bin froh darüber, wenn Sie mich nicht einfach zum vorneherein ablehnen und mir Ihr kritisches Wohlwollen entgegenbringen wollen. Um Ihnen zu erleichtern, dies zu tun, verspreche ich Ihnen, im Verlaufe meiner Vorlesungen auch die Wege aufzuzeigen, welche zum Verständnis der Kinder führen. Dies ist mein Anliegen.“ 
(…) „Es genügt nicht, dass wir, wenn wir Kinder verstehen wollen, einzelne isolierte psychologische Daten an ihnen feststellen. (…) Wir müssen den dynamischen Ablauf erkennen können. Dynamische Psychologie ist nötig, nicht statistische, wenn wir Kinder verstehen wollen. Entwicklungspsychologie ist dynamische Psychologie.“ (Hans Zulliger Einführung in die Kinderseelenkunde)
Zulliger modifizierte den Rorschach-Test für Untersuchungen von Gruppen (Diapositiv-Z-Test, 1948) und von Einzelpersonen (Zulliger-Tafeln-Test, 1954).

## Auszeichnungen
- Preise von Kanton und Stadt Bern für sein umfangreiches literarisches Werk
- 1949 Preis der Schweizerischen Schillerstiftung
- 1952 Ehrendoktor der historisch-philosophischen Fakultät der Universität Bern
- 1958 Ehrendoktor der medizinischen Fakultät der Universität Heidelberg
- Ehrenpräsident der Deutschen Gesellschaft für Tiefenpsychologie und Psychotherapie
- Ehrenpräsident der Schweizerischen Gesellschaft für Psychotherapie der Kinder- und Jugendlichen
- Ehrenmitglied der Société Française d’Assistance et d’Education de l’Enfance défiante

Mehrere Schulen sind nach Hans Zulliger benannt, so in Mannheim, Ulm und Grünstadt.

## Werke
Christine Schilt: Bibliographie der Veröffentlichungen von Hans Zulliger (1893–1965). 2 Bände. Bern 1983.

### Psychologische Schriften
- Psychoanalytische Erfahrungen aus der Volksschulpraxis, 1921
- Aus dem unbewussten Seelenleben unserer Schuljugend, 1927
- Gelöste Fesseln, 1927
- Adler, Freud und der Schullehrer, 1931
- Schwierige Schüler, 1935
- Heilende Kräfte im kindlichen Spiel, 1952, 8. unveränderte Auflage, Eschborn: Verlag Dietmar Klotz, 2007, ISBN 3-88074-497-1
- Umgang mit dem kindlichen Gewissen, 1953
- Der Diapositiv-Z-Test, 1955
- Helfen statt Strafen, 1956
- Bausteine der Kinderpsychotherapie und Kinder-Tiefenpsychologie, 1957
- Schwierige Kinder, 1958
- Jugendliche und Halbstarke, 1958
- Das Kind denkt anders als der Erwachsene, 1960
- Gespräche über Erziehung, 1960
- Kind und Feuer – über jugendliche Brandstifter und Brandverhütung, 1960
- Horde – Bande – Gemeinschaft, 1961
- Elternschulung und Elterngeist, 1961
- Kinderfehler im Frühalter, 1961
- Sexualerziehung, Sexualentwicklung und geschlechtliche Aufklärung der Kinder, 1961
- Der Zulliger-Tafeln-Test, 1962
- Über Betriebspsychologie, 1962
- Das Flegelalter, 1964
- Das Strafen in der Erziehung, 1966
- Die Angst unserer Kinder, 1966
- Einführung in die Kinderseelenkunde, 1967
- Das Kind in der Entwicklung, 1969
- Aus der Werkstatt eines Lehrers, 1977

### Erzählungen für Kinder und Jugendliche
- Die Pfahlbauer am Moossee, ab 10 J., Schweizerisches Jugendschriftenwerk (SJW), Heft 18
- Türlü und die Kameraden, ab 10 J., SJW-Heft 19
- Cécile und die Indianer, ab 10 J., SJW-Heft 59
- Die Wohnhöhlen am Weissenbach, ab 12 J., SJW-Heft 248
- Die Verschwörung der Scherbenfischer, ab 11 J., SJW-Heft 316

### Literarische Werke (in Mundart)
- Unghüürig. Alti Gschichte us em Bantigerbiet. Bern 1924 [Neuauflage 1976].
- Für all Fäll! Mundartlustspiel in 4 Aufzügen. Bern 1925
- Het en Yscher! E Seebutzekumedi i 3 Ufzüg. Bern 1932.
- Bärner Marsch [Gedichte]. Bern 1932.
- Wiehnechtsvärsli. Bern 1937 [Neuauflage 1958].
- Flüehlikofer Härd. Bärndütschi Gschichte. Bern 1939.
- Z’ mitts ir Wäldt. Zürich 1954.